# Каменево (Камышинский сельсовет)
Каменево — деревня в Курском районе Курской области России. Входит в состав Камышинского сельсовета.

## География
Деревня находится в центральной части Курской области, в пределах южной части Среднерусской возвышенности, в лесостепной зоне, на левом берегу реки Виногробли (левый приток реки Тускари), при автодороге 38К-018, на расстоянии примерно 5 километров (по прямой) к северо-востоку от города Курска, административного центра района и области.

### Улицы
В деревне улица Северная.

### Климат
Климат характеризуется как умеренно континентальный, с относительно жарким летом и умеренно холодной зимой. Среднегодовая температура воздуха — 5,5 °С. Средняя температура воздуха самого тёплого месяца (июля) — 18,7 °C (абсолютный максимум — 37 °С); самого холодного (января) — −9,3 °C (абсолютный минимум — −35 °С). Безморозный период длится около 152 дней. Среднегодовое количество атмосферных осадков составляет 587 мм, из которых 375 мм выпадает в период с апреля по октябрь. Снежный покров образуется в первой декаде декабря и держится в среднем 125 дней.

### Часовой пояс
Деревня Каменево, как и вся Курская область, находится в часовой зоне МСК (московское время). Смещение применяемого времени относительно UTC составляет +3:00.

## Население
| 2002 | 2010 |
| ---- | ---- |
| 483  | ↘476 |

### Половой состав
По данным Всероссийской переписи населения 2010 года в половой структуре населения мужчины составляли 44,5 %, женщины — соответственно 55,5 %.

### Национальный состав
Согласно результатам переписи 2002 года, в национальной структуре населения русские составляли 93 %.

## Инфраструктура
Личное подсобное хозяйство. СНТ Монолит. В деревне 200 домов.

## Транспорт
Каменево находится в 9 км от автодороги федерального значения М2 «Крым» (часть европейского маршрута E 105), при автодорогах регионального значения 38К-018 (Курск — Поныри) и межмуниципального значения 38Н-400 (38К-018 — Каменево), в 2 км от ж/д путевого поста 530 км (линия Орёл — Курск). Остановка общественного транспорта.
В 131 км от аэропорта имени В. Г. Шухова (недалеко от Белгорода).